# Alberto Pimpini
Alberto Pimpini (Rivoli, 26 de enero de 1997) es un deportista italiano que compite en curling. Ganó una medalla de bronce en el Campeonato Europeo de Curling de 2022.

## Palmarés internacional
| Campeonato Europeo | Campeonato Europeo | Campeonato Europeo | Campeonato Europeo |
| Año                | Lugar              | Medalla            | Prueba             |
| ------------------ | ------------------ | ------------------ | ------------------ |
| 2022               | Östersund (Suecia) | Medalla de bronce  | Equipo             |